# 東温市立北吉井小学校
東温市立北吉井小学校（とうおんしりつ きたよしいしょうがっこう）は、愛媛県東温市にある公立小学校。

## 沿革
- 2004年（平成16年）9月21日 - 市町村合併により「重信町立北吉井小学校」から「東温市立北吉井小学校」へ名称変更

## 通学区域
- 山之内、樋口、横河原、志津川、志津川南（1〜7丁目）、西岡の一部、見奈良の一部[1]

## 通学区域が隣接する小学校
- 東温市立南吉井小学校
- 東温市立川上小学校
- 松山市立小野小学校
- 松山市立日浦小学校
- 西条市立中川小学校
- 西条市立田滝小学校

## 進学先の中学校
- 東温市立重信中学校